# 't Waar
't Waar est un village situé dans la commune néerlandaise d'Oldambt, dans la province de Groningue. Le 1er janvier 2006, le village comptait 150 habitants.